# Денискині розповіді (фільм)
«Денискині розповіді» (рос. «Денискины россказы») — російський радянський художній фільм 1970 року режисера Володимира Храмова за оповіданнями Віктора Драгунського.

## Сюжет
Чотири новели: «Шкільне свято», «Здорова думка», «Капелюх Гросмейстера» і «Двадцять років під ліжком».

## У ролях
- Михайло Мень
- Боря Мельников
- Гера Буянов
- Оля Авсеєва
- Світу Пінчук
- Андрюша Боков
- Маріанна Вертинська
- Валентин Смирнитський
- Людмила Іванова
- Віктор Сергачов
- Вадим Захарченко
- Спартак Мішулін
- Віктор Тульчинський
- Петро Щербаков
- Микола Парфьонов
- Юрій Нікулін

## Творча група
- Сценарій: Віктор Драгунський
- Режисер: Володимир Храмов
- Оператор: Юрій Журавльов
- Композитор: Едуард Колмановський